# Autoestrada A1
La Autoestrada A1, más conocida como Autoestrada do Norte, es la autopista más larga de Portugal, con 303 km de longitud.
Une Lisboa, capital de Portugal, con Oporto, la segunda ciudad más grande Portugal, pasando por Santarém, Leiría, Coímbra y Aveiro.
La A1 comienza en Lisboa, en el nudo que conecta con la A36/CRIL y la A12, que se dirige hacia el Puente Vasco da Gama. A partir de este, se desenvuelve por una zona con una malla urbana formada por localidades como Alverca do Ribatejo, Vila Franca de Xira o Carregado. A partir de Carregado, la A1 entra en una zona principalmente rural, pasando cerca de capitales de concejo como Cartaxo y por las cercanías de Santarém. Posteriormente, en las cercanías de Torres Novas, la A1 enlaza con la A23, que se dirige hacia Castelo Branco y a la frontera con España por Vilar Formoso, por lo que este enlace constituye una importante división del tráfico. Este enlace coincide con el final del perfil de la A1 con 3 carriles por sentido y comienza una fuerte subida en plena Sierra de Aire e Candeeiros. En este tramo, entre Torres Novas y Fátima, se pueden observar paisajes de gran belleza. Antes de llegar a Coímbra, la A1 pasa junto a Leiría y Pombal. Desde aquí y hasta el sur de Coímbra, la autopista ha sido ampliada de dos a tres carriles por sentido. En el norte de esta ciudad, la A1 enlaza con la Autoestrada A14, que se dirige hacia Figueira da Foz, y con la IP3, que se dirige hacia Viseu. En las proximidades de Albergaria-a-Velha, cerca de Aveiro, la A1 enlaza con la A25, que comunica con Viseu, Guarda y Vilar Formoso, constituyendo un eje principal de comunicación del centro y norte de Portugal con el resto de Europa. A partir de aquí, la A1 discurre por la región de Bairrada. A partir de Estarreja, la autopista vuelve a entrar en una zona urbana, característica que se va acentuando según la autopista se acerca a su final, situado en el Puente de la Arrábida, ya en la ciudad de Oporto.En resumen, la A1 tiene 26 enlaces, 7 áreas de servicio y 2 áreas de descanso (Fátima and Oiã).
La A1 forma parte de la E-01 y parcialmente de la E-80. Dentro del Plano Rodoviário Nacional 2000, está identificada como integrante del Itinerario Principal 1 hasta el nudo de Carvalhos, del Itinerario Complementario 2 a partir de este y del Itinerario Complementario 1, a partir del nudo de la A29.
La concesionaria de esta autopista es Brisa y está en régimen de peaje físico.

## Historia
El primer tramo de esta autopista se remonta a 1961, cuando se inauguró el tramo Lisboa - Vila Franca de Xira, que desdoblaba a la entonces nueva N1. Dos años después , en 1963, se inauguró el ramal norte actual de la autopista, el tramo entre Oporto y Carvalhos. Durante varios años, la comunicación por autopista entre Lisboa y Oporto se resumió en estos dos pequeños tramos. Sin embargo, la realidad de una autopista que uniera las dos ciudades más importantes del país empezó a hacerse realidad en 1982, cuando fue abierto al tráfico el tramo Condeixa-a-Nova - Mealhada, que retiró el tráfico del centro de Coímbra, por donde pasaba la N1. A partir de ahí, fue abriéndose al tráfico otros tramos hasta que en 1991, la A1 fue finalizada, con la apertura del último tramo, de 87,4 km, entre Torres Novas y Condeixa-a-Nova.

## Tramos
| Tramo                                     | Estado (2010)      | km   |
| ----------------------------------------- | ------------------ | ---- |
| Lisboa (Sacavém) - Vila Franca de Xira    | En servicio (1961) | 23,9 |
| Vila Franca de Xira - Carregado           | En servicio (1977) | 5,7  |
| Carregado - Aveiras de Cima               | En servicio (1980) | 15,6 |
| Aveiras de Cima - Torres Novas            | En servicio (1990) | 47,5 |
| Torres Novas - Condeixa-a-Nova            | En servicio (1991) | 87,5 |
| Condeixa-a-Nova - Mealhada                | En servicio (1982) | 27,7 |
| Mealhada - Albergaria-a-Velha             | En servicio (1987) | 38,3 |
| Albergaria-a-Velha - Santa Maria da Feira | En servicio (1983) | 27,2 |
| Santa Maria da Feira - Carvalhos          | En servicio (1980) | 17,1 |
| Carvalhos - Coimbrões                     | En servicio (1963) | 7,2  |
| Coimbrões - Puente de la Arrábida         | En servicio (1960) | 4,3  |
| Puente de la Arrábida                     | En servicio (1963) |      |

## Capacidad
| Sección                              | Capacidad | Longitud |
| ------------------------------------ | --------- | -------- |
| Lisboa (Sacavém) - A 23 Torres Novas |           | 93 km    |
| A 23 Torres Novas - Condeixa-a-Nova  |           | 87 km    |
| Condeixa-a-Nova - Coímbra-Sud        |           | 9 km     |
| Coímbra-Sud - Estarreja              |           | 68 km    |
| Estarreja - A 41 (CREP)              |           | 27 km    |
| A 41 (CREP) - Carvalhos              |           | 7 km     |
| Carvalhos - A 44                     |           | 7 km     |
| A 44 - Puente de la Arrábida         |           | 5 km     |

## Tráfico
El volumen de tráfico medio diario de la A1 es de 40000 vehículos/hora, por lo que la autopista tiene entre 2 y 4 carriles.
| Tramo                                                   | Tráfico (en vehículos por hora) en 2010 |
| ------------------------------------------------------- | --------------------------------------- |
| Lisboa (Sacavém) - Vila Franca de Xira (sur)            | 69074                                   |
| Vila Franca de Xira (sur) - Vila Franca de Xira (norte) | 70687                                   |
| Vila Franca de Xira (norte) - A 10                      | 57877                                   |
| A 10 - Carregado                                        | 66262                                   |
| Carregado - Aveiras de Cima                             | 37334                                   |
| Aveiras de Cima - Santarém                              | 37931                                   |
| Santarém - A 15                                         | 41996                                   |
| A 15 - Torres Novas                                     | 39350                                   |
| Torres Novas - Fátima                                   | 27583                                   |
| Fátima - Leiría                                         | 28112                                   |
| Leiría - Pombal                                         | 26343                                   |
| Pombal - Condeixa-a-Nova                                | 26999                                   |
| Condeixa-a-Nova - Coímbra (sur)                         | 29715                                   |
| Coímbra (sur) - Coímbra (norte)                         | 26062                                   |
| Coímbra (norte) - Mealhada                              | 25600                                   |
| Mealhada - Aveiro (sur)                                 | 24560                                   |
| Aveiro (sur) - Albergaria-a-Velha                       | 20224                                   |
| Albergaria-a-Velha - Estarreja                          | 22741                                   |
| Estarreja - Santa Maria da Feira                        | 19610                                   |
| Santa Maria da Feira - A 41 (CREP)                      | 26460                                   |
| A 41 (CREP) - Grijó                                     | 29833                                   |

## Tarifas[1]
| Clase de vehículo | Tarifa  |
| ----------------- | ------- |
| 1                 | 20,95 € |
| 2                 | 36,65 € |
| 3                 | 47,05 € |
| 4                 | 52,40 € |
| 5                 | 14,67 € |

La tabla de la derecha muestra las tarifas que corresponden con el trayecto completo (Sacavém - Puente de la Arrábida).
NOTA: Las clases hacen referencia a los siguientes tipos de vehículos:
- Clase 1: motocicletas y vehículos con una altura, medida en vertical desde el primer eje, inferior a 1,1 m, incluido si llevan remolque
- Clase 2: vehículos con dos ejes y una altura, medida en vertical desde el primer eje, igual o superior a 1,1 m.
- Clase 3: vehículos con tres ejes y una altura, medida en vertical desde el primer eje, igual o superior a 1,1m.
- Clase 4: vehículos con más de tres ejes y una altura, medida en vertical desde el primer eje, igual o superior a 1,1m.
- Clase 5: motocicletas de la clase 1 que utilizan el sistema Vía Verde.

## Salidas

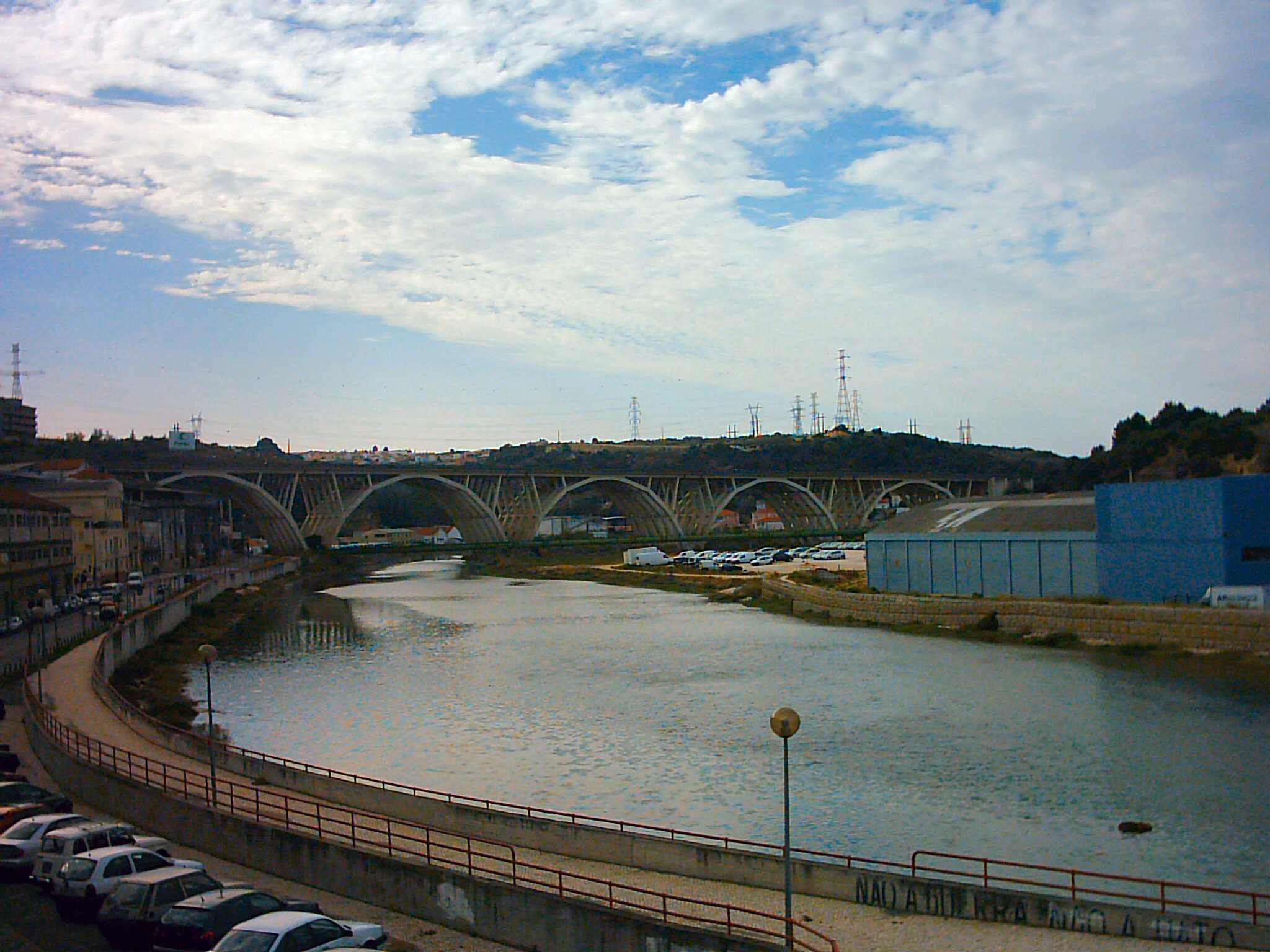
Viaducto de la A1 sobre el Río Trancão en las proximidades de Santarém

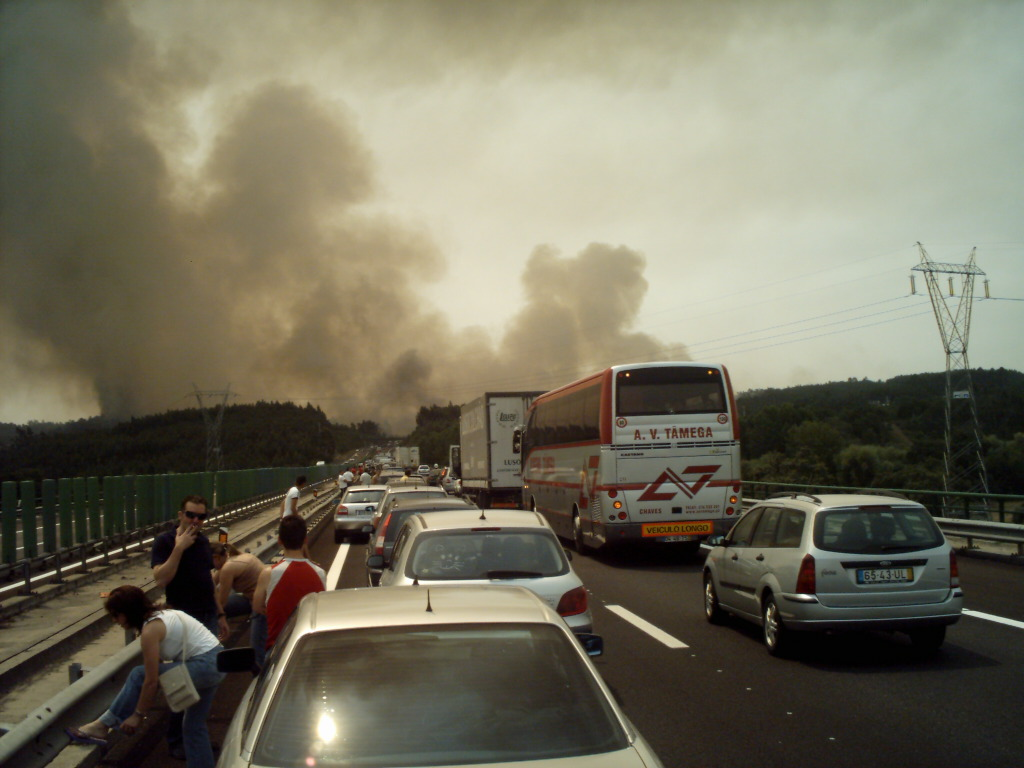
La A1 en las proximidades de Leiría

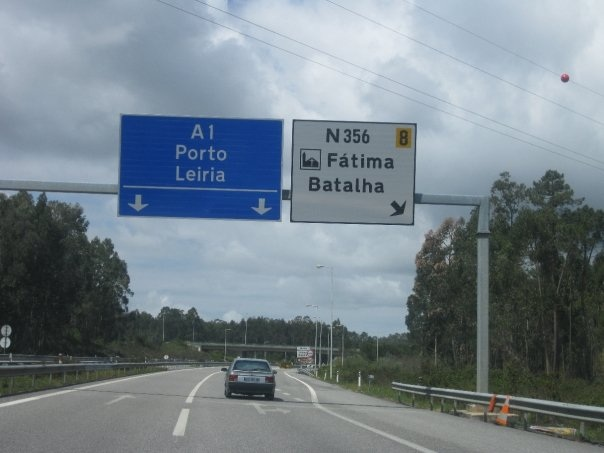
La A1 cerca de Fátima

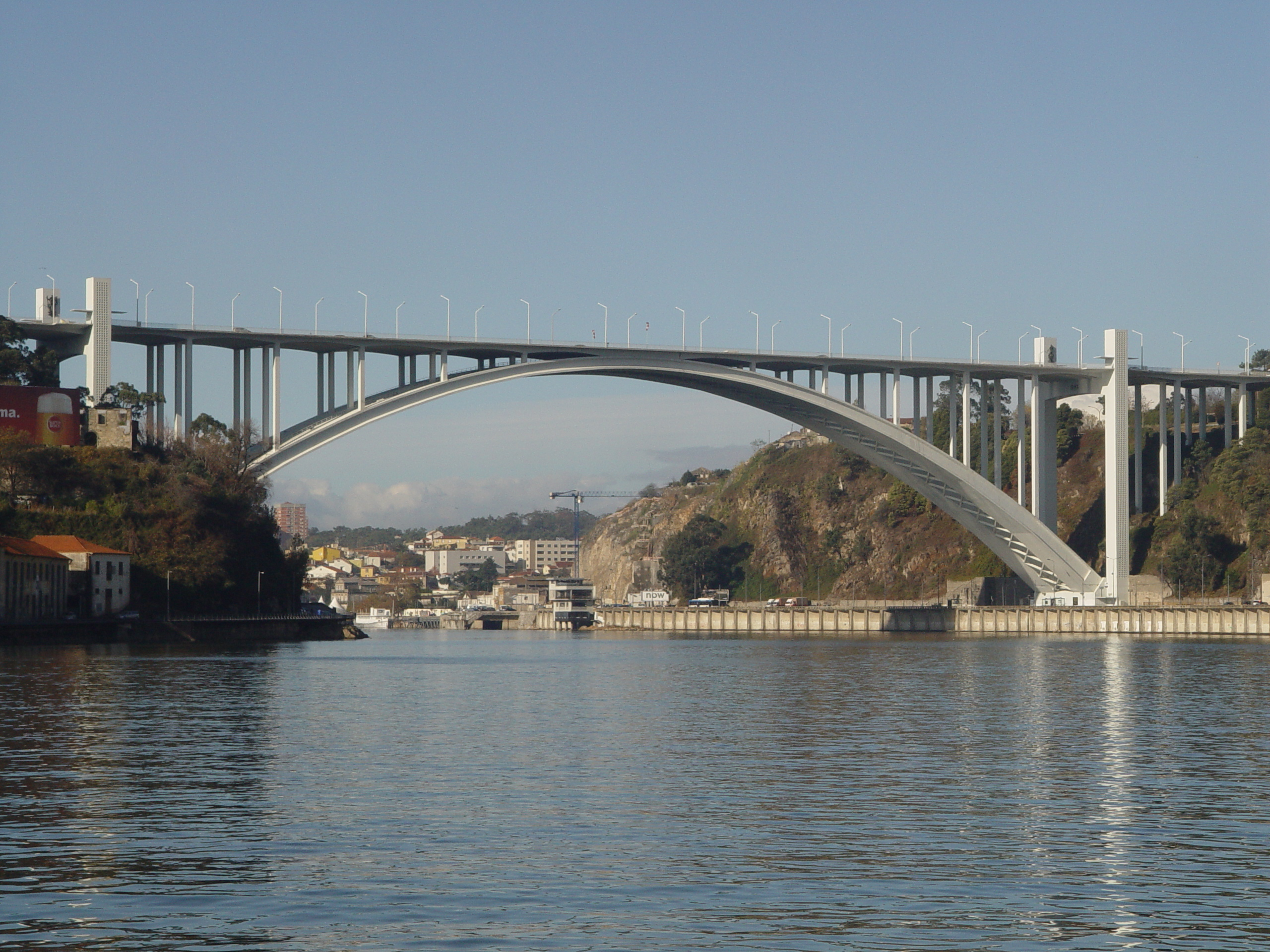
El Puente de la Arrábida, en Oporto

| Número de Salida                                 | Nombre de Salida                                                                            | Carretera que enlaza         |
| ------------------------------------------------ | ------------------------------------------------------------------------------------------- | ---------------------------- |
| 01                                               | Sacavém Lisboa (Segunda circular) A 12 Puente Vasco da Gama A 2 Puente 25 de Abril Odivelas | A 36 (CRIL) IC 17 (CRIL)     |
| 01A                                              | Sacavém - Moscavide Santa Iria de Azóia - Vialonga                                          | A 30 IC 2 N 115-5            |
| Peaje de Alverca do Ribatejo (km 14)             |                                                                                             |                              |
| 2                                                | Alverca do Ribatejo - Bucelas Cascais - Loures A 5 - A 8 - A 10                             | N 10 A 9 (CREL) IC 18 (CREL) |
| 2A                                               | Vila Franca de Xira (sur)                                                                   | N 10                         |
| 3                                                | Vila Franca de Xira (norte)                                                                 | N 1                          |
| 4                                                | Bucelas - Benavente Arruda dos Vinhos - A 9 (CREL)                                          | A 10                         |
| 4A                                               | Carregado - Alenquer                                                                        | N 3                          |
| Área de servicio de Aveiras (km 44)              |                                                                                             |                              |
| 5                                                | Aveiras de Cima - Alcoentre - Azambuja                                                      | N 336                        |
| 5A                                               | Cartaxo                                                                                     | N 114-2                      |
| 6                                                | Santarém - A 13                                                                             | N 114                        |
| 6A                                               | Rio Maior - Caldas da Rainha                                                                | A 15                         |
| Área de servicio de Santarém (km 84)             |                                                                                             |                              |
| 7                                                | Torres Novas - Abrantes - Castelo Branco - Guarda                                           | A 23 E-806                   |
| Área de descanso de Fátima (km 105)              |                                                                                             |                              |
| 8                                                | Fátima - Batalha - Ourém                                                                    | N 356                        |
| Área de servicio de Leiría (km 125)              |                                                                                             |                              |
| 9                                                | Caldas da Rainha - Torres Vedras Leiría - Ourém Marinha Grande                              | A 8 N 113 N 242              |
| 10                                               | Figueira da Foz Pombal - Castelo Branco                                                     | IC 8                         |
| Área de servicio de Pombal (km 164)              |                                                                                             |                              |
| 11                                               | Lousã - Condeixa-a-Nova N 342 Soure                                                         | IC 2 A 13-1                  |
| 12                                               | Coímbra (sur) Taveiro - Alfarelos                                                           | N 341                        |
| 13                                               | Cantanhede - Figueira da Foz Viseu - Coímbra (norte)                                        | A 14 IP 3 E-801              |
| Área de servicio de Mealhada-Cantanhede (km 204) |                                                                                             |                              |
| 14                                               | Mealhada - Cantanhede Luso - Curia - Buçaco                                                 | N 234                        |
| Área de descanso de Oiã (km 230)                 |                                                                                             |                              |
| 15                                               | Aveiro (sur) - Ílhavo Águeda - Oliveira do Bairro                                           | N 235                        |
| 16                                               | Aveiro (norte) Viseu - Guarda - Vilar Formoso                                               | A 25 E-80                    |
| Área de servicio de Antuã-Estarreja (km 254)     |                                                                                             |                              |
| 17                                               | Estarreja - Oliveira de Azeméis Ovar - Vila Nova de Gaia                                    | N 224 A 29                   |
| 18                                               | Santa Maria da Feira - São João da Madeira Ovar                                             | N 223                        |
| 18A                                              | Picoto - Espinho A 3 - A 4 - A 32 - A 43 - A 42 - A 28                                      | A 41 (CREP) IC 24 (CREP)     |
| Peaje de Grijó (km 285)                          |                                                                                             |                              |
| 18B Sólo sentido Lisboa                          | Carvalhos - Grijó                                                                           | N 1                          |
| 19                                               | Carvalhos                                                                                   | N 1 IC 2                     |
| 20                                               | Oporto por Ponte do Freixo Gondomar - Vila Nova de Gaia A 3 Braga                           | IP 1 A 20 (CRIP)             |
| 21 Sólo sentido Lisboa                           | Hospital A 20 (CRIP) Oporto por Ponte do Freixo Canelas - Espinho                           | A 29                         |
| Área de servicio de Vila Nova de Gaia (km 295)   |                                                                                             |                              |
| 22                                               | Vila Nova de Gaia (Santo Ovídio)                                                            |                              |
| 23                                               | Vila Nova de Gaia (Coimbrões)                                                               | A 44 VCI IC 23 (VCI)         |
| 23A                                              | Valadares A 29 Estarreja - Espinho                                                          | A 44                         |
| 24                                               | Canidelo - Vila Nova de Gaia (Devesas)                                                      |                              |
| 25                                               | Vila Nova de Gaia (Afurada) Centro comercial                                                |                              |
| Puente de la Arrábida ( A 28 / IC 23 (VCI) )     |                                                                                             |                              |